# All-American Girl
All-American Girl (no Brasil, A Garota Americana) é um romance escrito por Meg Cabot. Foi lançado no Brasil em 2004 pela editora Record, com 352 páginas.

## Sinopse
Samantha Madison é uma menina ruiva e rebelde de 15 anos, cheia de problemas. Filha do meio, vive oprimida pela beleza da irmã mais velha Lucy e a inteligência de Rebecca, a caçula. Para piorar, ainda está apaixonada por Jack, namorado de Lucy. Em Washington, D.C., capital dos Estados Unidos, leva uma vida muito parecida com a de tantas outras garotas de sua idade. Até que um dia resolve matar uma aula de arte e, por acaso, salva o presidente americano de uma tentativa de assassinato. Samantha logo se transforma em uma celebridade internacional. E vê sua vida virar de cabeça para baixo ao ser nomeada embaixadora da ONU, sem saber exatamente o que o cargo significa. As coisas ficam ainda mais enroladas quando descobre que aquele colega de sala bem bonitão é o filho do presidente. E está apaixonado por ela. Um romance muito divertido sobre os problemas, desejos e anseios de uma garota americana, que bem poderia ser uma típica adolescente como muitas que conhecemos.